# Ingold (Vorname)
Ingold ist ein deutscher Vorname. Er setzt sich aus Ingwio (namensgebender Stammvater der Ingwäonen) und waltan (walten, herrschen) zusammen. Ingold ist Namenspate für Ingolstadt, das etymologisch als Stadt bzw. Stätte des Ingold gedeutet wird.

## Namensträger
- Meister Ingold (nach 1350–vor 1450), Dominikanerprediger und Autor eines allegorischen Predigtzyklus

- Carl Ingold Jacobson (* 1877), Mitglied des Los Angeles City Council von 1925 bis 1933

## Belege
1. ↑  Birgit Adam: Die schönsten internationalen Vornamen. Abgerufen am 12. März 2013.